# Bertalan Mező
Bertalan Mező (ur. w 1930) – węgierski skoczek narciarski.
Reprezentował Węgry na mistrzostwach świata w 1954. W Falun zajął 60. miejsce (startowało 69 skoczków) po skokach na 61,5 i 64,5 metra.
W swojej karierze pięciokrotnie zdobywał indywidualne mistrzostwo Węgier w skokach narciarskich – uzyskiwał je nieprzerwanie w latach 1952–1956.